# 大朝インターチェンジ
大朝インターチェンジ（おおあさインターチェンジ）は、広島県山県郡北広島町にある浜田自動車道のインターチェンジである。

## 道路
- E74 浜田自動車道（1番）

## 接続する道路
- 国道261号
- 広島県道5号浜田八重可部線

## 料金所
ブース数：4

### 入口
- ブース数：2
  - ETC専用：1
  - 一般：1

### 出口
- ブース数：2
  - ETC専用：1
  - 一般：1　（精算機）

## バス停留所
料金所のそばに高速バス専用のバス停留所が設けられている。停留所の設備は高速道路外に設けられており、停車するバスは一旦料金所を出て客扱いを行う形になる。
バス事業者は大朝インター（おおあさインター）という呼称を使用している。

### 停車する路線

#### 高速バス
| 方面   | 愛称                     | 運行会社            | 行先                                   |
| ------ | ------------------------ | ------------------- | -------------------------------------- |
| 上り線 | 浜田道エクスプレス大阪号 | JRバス中国          | 大阪駅                                 |
| 上り線 | いさりび号               | JRバス中国 石見交通 | 大塚駅 広島バスセンター 広島駅新幹線口 |
| 下り線 | いさりび号               | JRバス中国 石見交通 | 瑞穂IC 浜田駅                          |

なお、下記の路線は、大朝ICではなく国道261号沿いの新庄上市バス停（北広島町消防署大朝出張所前）に発着する。
- 石見銀山号（石見交通）
  - 広島駅・広島バスセンター - 新庄上市 - 田所・大田市駅方面

#### 路線バス
大朝駅（バスターミナル）、千代田インター方面や邑南町への路線バスが停車する。
- 大朝千代田線（大朝交通）
  - 大朝駅 - 大朝インター - 千代田インター方面
- 美和線（大朝交通）
- ホープタクシー 大朝エリア
- 大朝線（邑南町営バス）
  - 大朝駅 - 大朝インター - 田所駅

## 隣
E74 浜田自動車道
(25)千代田JCT - 千代田西BS - (1)大朝IC/BS - 寒曳山PA - (2)瑞穂IC/BS

## 周辺
- 広島新庄中学校・高等学校